# Temnopleuridae
Famille
Les Temnopleuridae sont une famille d'oursins (échinodermes) de l'ordre des Temnopleuroida.

## Caractéristiques

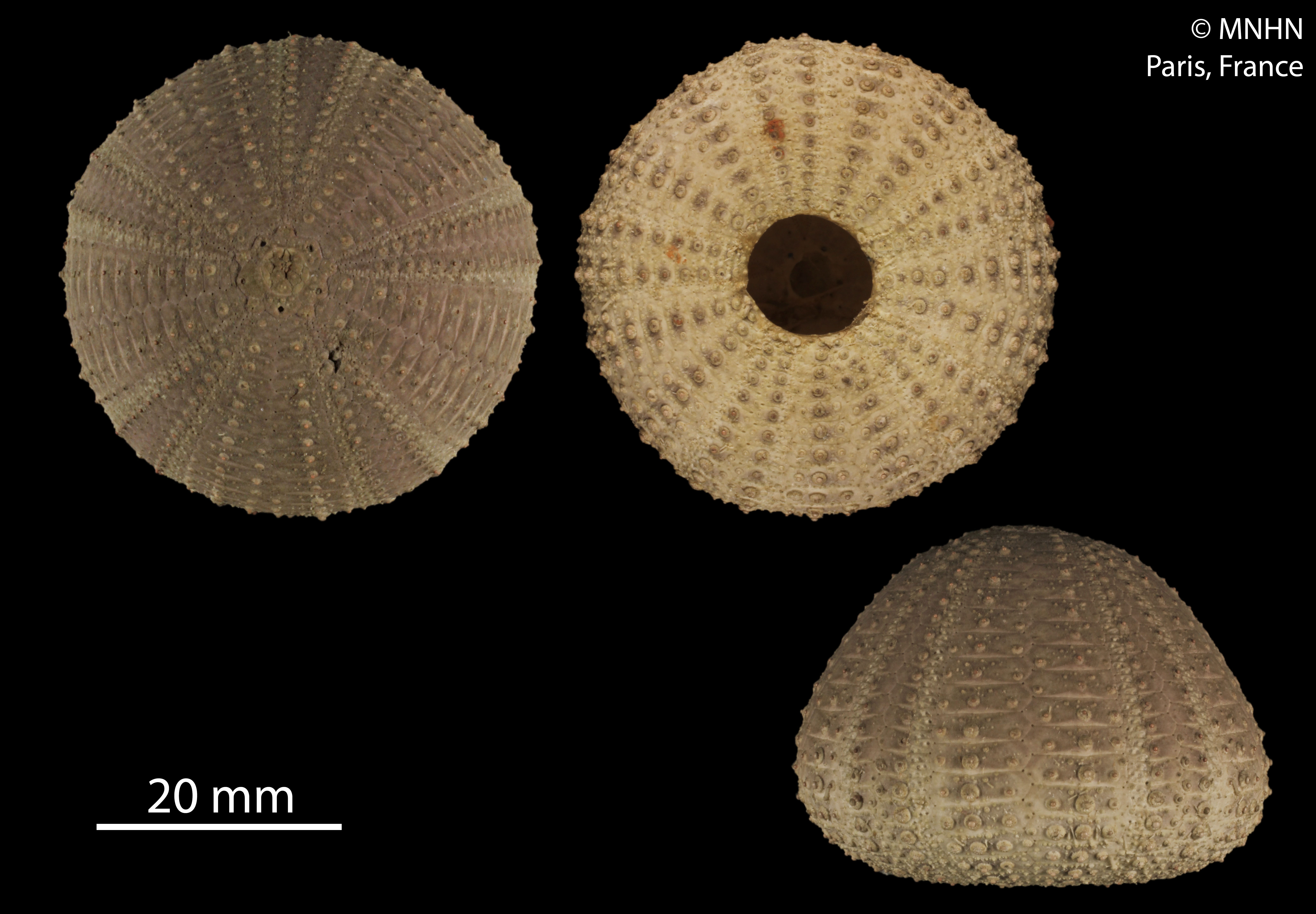
Test de temnopleuride typique : Salmacis sphaeroides. On voit les fortes sculptures et les perforations entre les plaques.

- La carapace (« test ») est composée de plaques soudées présentant des « fossettes » le long des sutures, et des bandes ambulacraires portant chacune des séries de 3 doublets de pores aquifères. Au sommet du test, les orifices génitaux et les pores aquifères sont disposés en ordre dicyclique.
- Les piquants (« radioles ») sont courts et fins, disposés sur des mamelons non perforés.
- La mâchoire (« Lanterne d'Aristote ») comporte 5 dents carénées à épiphyses soudées (de type « camarodonte »)[1].
- Le disque apical est réduit et dicyclique, avec un périprocte circulaire.
- Le péristome est bien plus large que le périprocte.
- Les ambulacres sont trigéminés, avec des paires de pores formant des bandes dont la largeur ne varie pas (pas de « phyllodes » sur la face orale).
- Les sutures des plaques sont très voyantes, avec un relief plus prononcé que chez la plupart des oursins réguliers.
- Les tubercules primaires des plaques ambulacraires et interambulacraires sont de taille similaire.
- Les tubercules primaires sont imperforés mais peuvent être crénulés chez certains genres[2].

Cette famille est apparue à l’Éocène supérieur. Presque toutes les espèces sont tropicales, et la plupart vivent dans l'Océan Indien, dont une large majorité dans la seule région indonésienne.

## Taxonomie
| Selon World Register of Marine Species (13 septembre 2013) : - Genre Amblypneustes L. Agassiz, 1841b -- 7 espèces actuelles - Genre Asaphechinus † Philip, 1969 - Genre Coptechinus † Cotteau, 1883 - Genre Erbechinus Jeannet, 1935-- 1 espèce - Genre Holopneustes L. Agassiz, 1841c -- 3 espèces - Genre Mespilia Desor, in Agassiz & Desor, 1846 -- 1 espèce - Genre Microcyphus L. Agassiz, in Agassiz & Desor, 1846 -- 9 espèces - Genre Opechinus Desor, 1856 -- 2 espèces - Genre Paradoxechinus † Laube, 1869 - Genre Paratrema Koehler, 1927 -- 1 espèce - Genre Printechinus Koehler, 1927 -- 2 espèces - Genre Pseudechinus Mortensen, 1903 -- 11 espèces - Genre Salmaciella Mortensen, 1942 -- 3 espèces - Genre Salmacis L. Agassiz, 1841c -- 6 espèces - Genre Temnechinus † Forbes, 1852 - Genre Temnopleurus L. Agassiz, 1841b -- 7 espèces - Genre Temnotrema A. Agassiz, 1864 -- 13 espèces | Selon NCBI (13 septembre 2013) : - Genre Amblypneustes - Genre Holopneustes - Genre Mespilia - Genre Microcyphus - Genre Pseudechinus - Genre Salmaciella - Genre Salmacis - Genre Temnopleurus - Genre Temnotrema |

Le symbole † indique un taxon éteint.

## Galerie

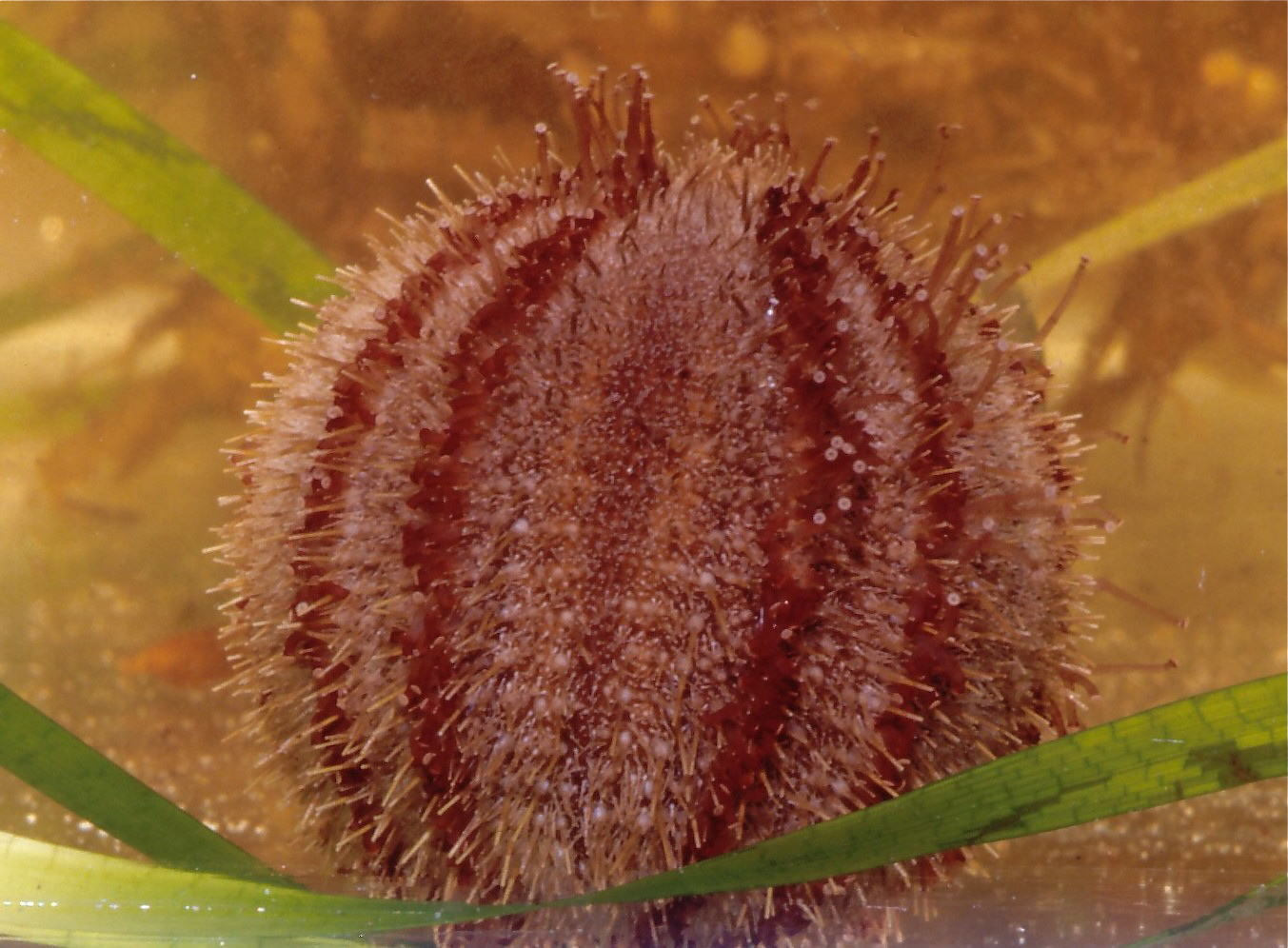
Amblypneustes ovum.
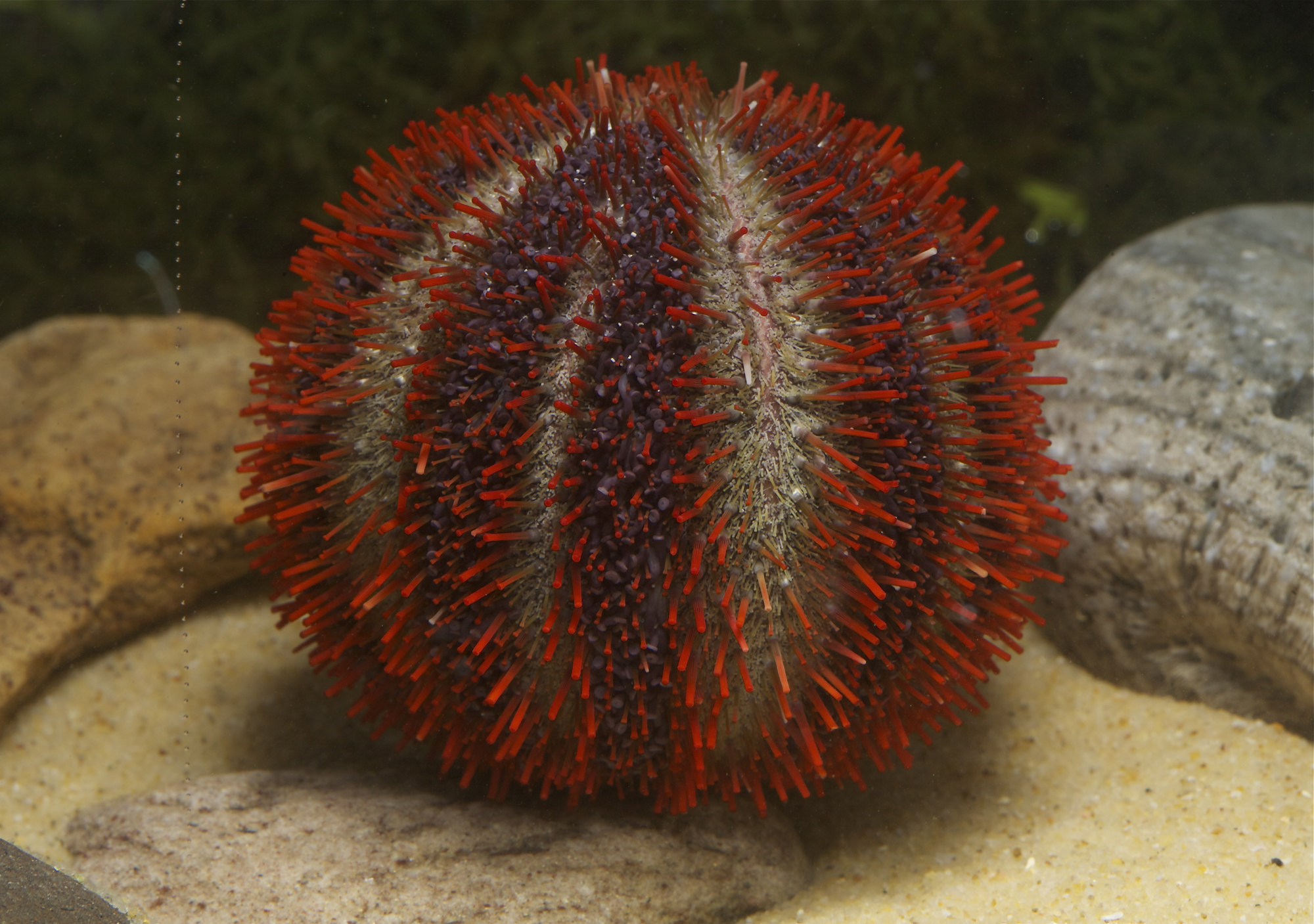
Holopneustes porosissimus.
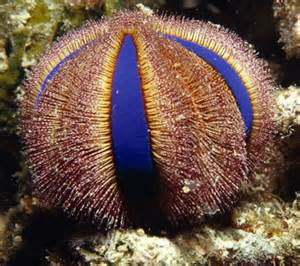
Mespilia globulus.
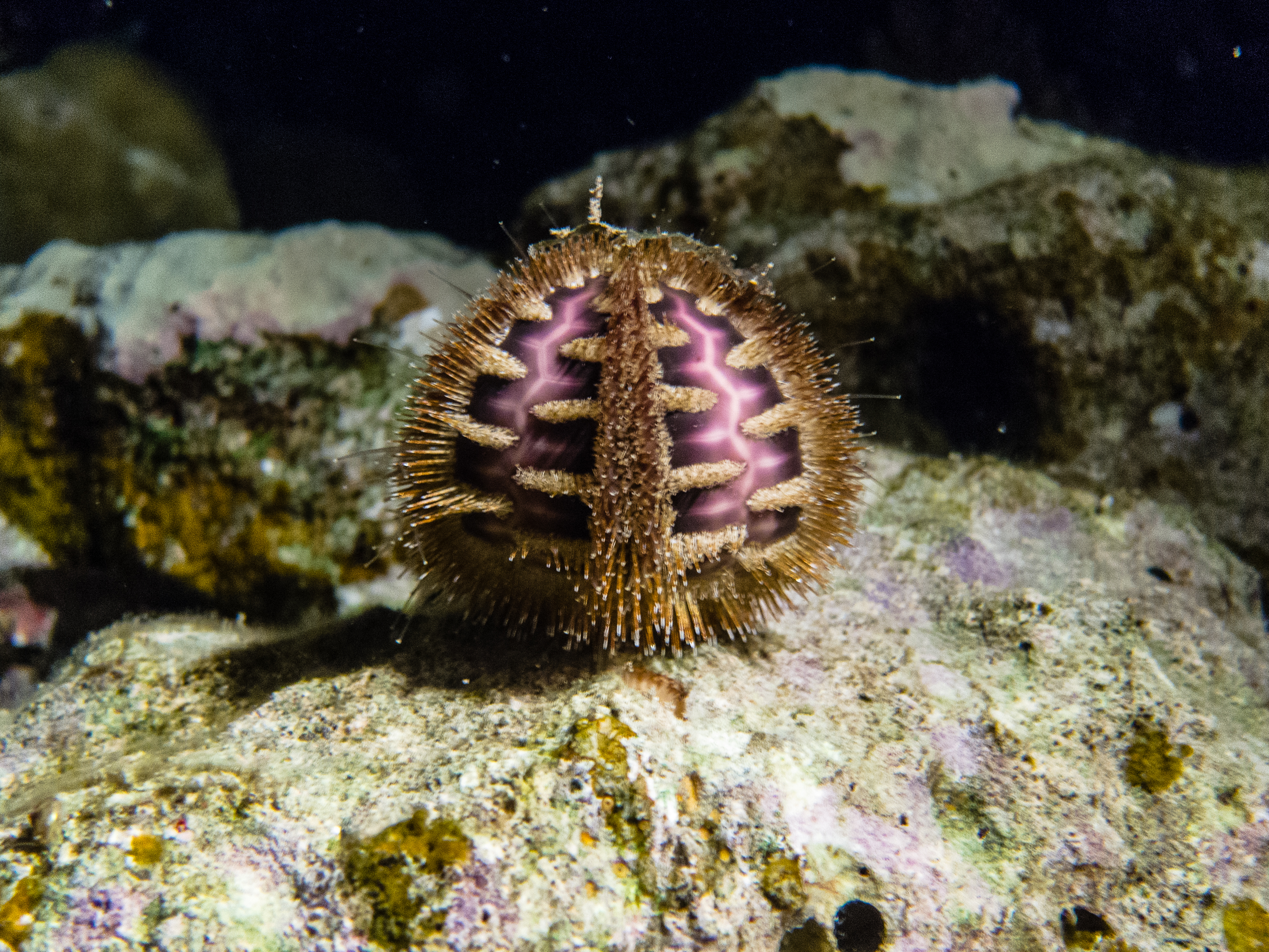
Microcyphus rousseaui.
Opechinus albus
Printechinus viridis.
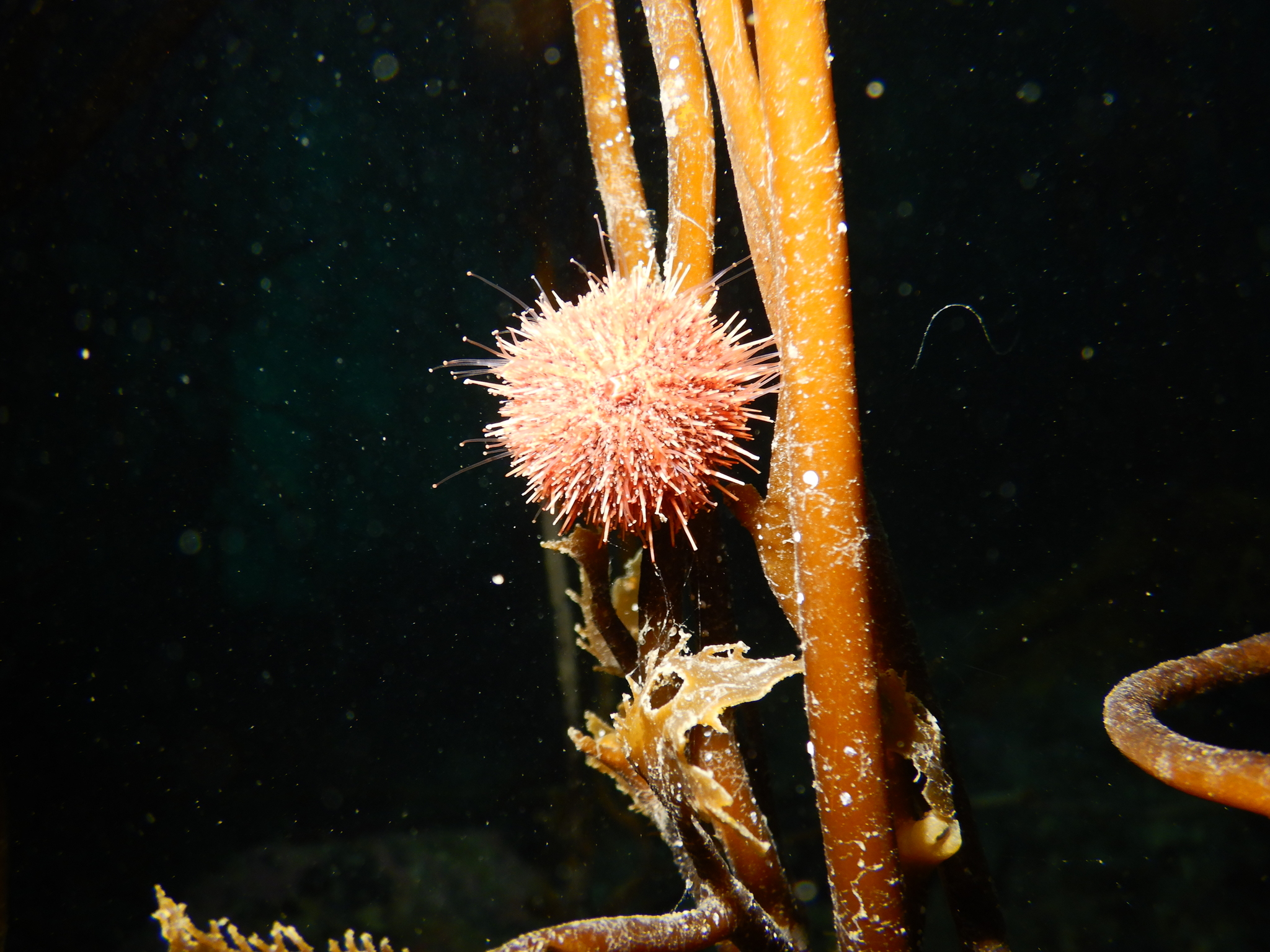
Pseudechinus magellanicus.
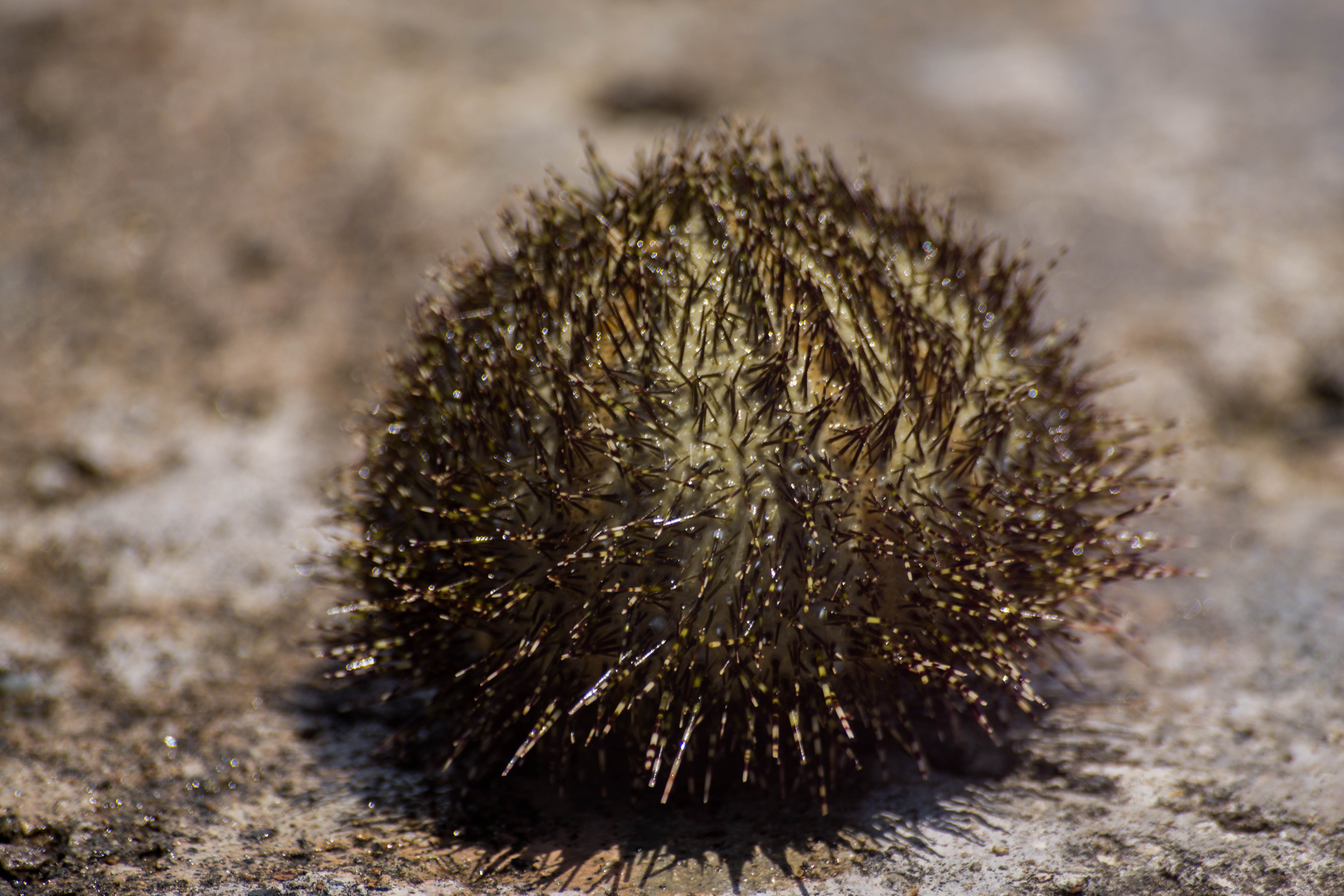
Salmacis belli.
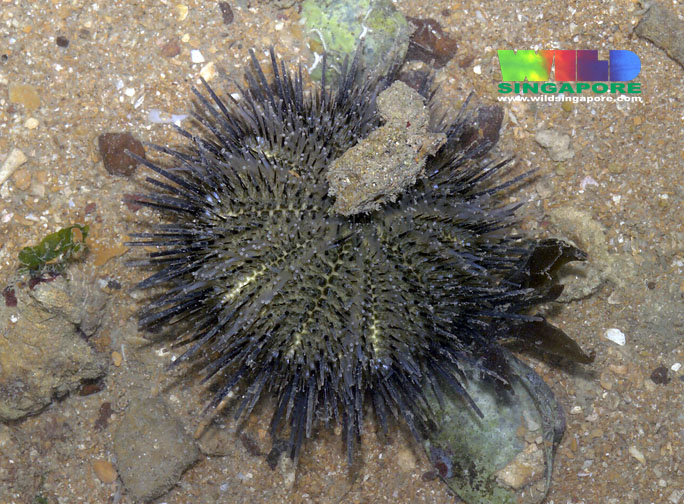
Temnopleurus toreumaticus.
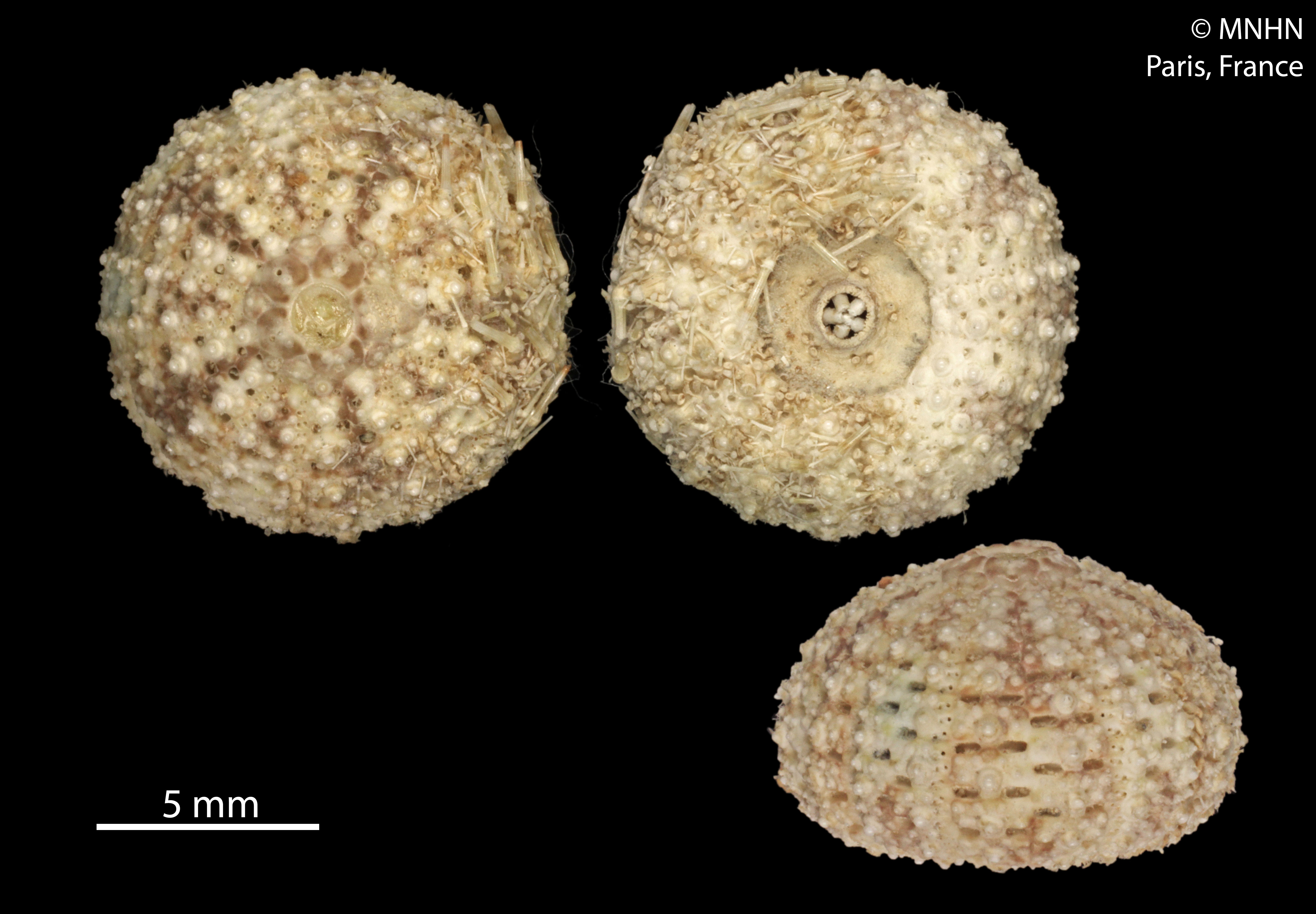
Temnotrema scillae (holotype, MNHN).